# Ball (Iron Butterfly)
| Recensione              | Giudizio   |
| ----------------------- | ---------- |
| AllMusic                | [ 1 ]      |
| PopMatters              | [ 2 ]      |
| Progarchives            | [ 3 ]      |
| Sputnikmusic            | 3.1 (Good) |
| Progplanet              | [ 5 ]      |
| Debaser                 | [ 6 ]      |
| Dizionario del Pop-Rock | [ 7 ]      |
| 24.000 dischi           | [ 8 ]      |

Ball è il terzo album in studio degli Iron Butterfly, pubblicato nel febbraio del 1969 e ripubblicato nel 1999 con l'aggiunta di due tracce.

## Il disco
L'album fu certificato dalla RIAA disco d'oro il 22 luglio 1969 (nel piazzamento delle chart statunitensi riservato agli LP raggiunse la terza posizione, superando perfino il loro precedente celebre album In-A-Gadda-Da-Vida che aveva raggiunto la quarta posizione).
I brani  In the Time of Our Lives e Soul Experience uscirono come singoli e divennero alcune delle hit più conosciute del gruppo statunitense. Il brano I Can't Help But Deceive You Little Girl venne pubblicato come singolo nel 1969 ma non è stato inserito nella versione originale dell'album pubblicato nel 1969, bensì nell'edizione pubblicata nel 1999 in occasione del 30º anniversario dell'album.

## Tracce
Lato A
1. In the Time of Our Lives – 4:46 (Doug Ingle, Ron Bushy)
2. Soul Experience – 2:50 (Doug Ingle, Ron Bushy, Erik Brann, Lee Dorman)
3. Lonely Boy – 5:05 (Doug Ingle)
4. Real Fright – 2:40 (Doug Ingle, Ron Bushy, Erik Brann)
5. In the Crowds – 2:12 (Doug Ingle, Lee Dorman)

Durata totale: 17:33
Lato B
1. It Must Be Love – 3:11 (Doug Ingle)
2. Her Favorite Style – 3:11 (Doug Ingle)
3. Filled with Fear – 3:23 (Doug Ingle)
4. Belda-Beast – 5:46 (Erik Brann)

Durata totale: 15:31
Edizione CD del 1999, pubblicato dalla Collectors' Choice Music Records (CCM-088-2)
1. In the Time of Our Lives – 4:46 (Doug Ingle, Ron Bushy)
2. Soul Experience – 2:50 (Doug Ingle, Ron Bushy, Erik Brann, Lee Dorman)
3. Lonely Boy – 5:05 (Doug Ingle)
4. Real Fright – 2:40 (Doug Ingle, Ron Bushy, Erik Brann)
5. In the Crowds – 2:12 (Doug Ingle, Lee Dorman)
6. It Must Be Love – 3:11 (Doug Ingle)
7. Her Favorites Style – 3:11 (Doug Ingle)
8. Filled with Fear – 3:23 (Doug Ingle)
9. Belda-Beast – 5:46 (Erik Brann)
10. I Can't Help But Deceive You, Little Girl – 2:30 (Doug Ingle)
11. To Be Alone – 3:04 (Doug Ingle, Robert Edmondson)

Durata totale: 38:38

## Formazione
- Doug Ingle - pianoforte, organo, voce
- Erik Brann - chitarra, violino
- Erik Brann - voce (brano: Belda-Beast)
- Lee Dorman - basso
- Ron Bushy - batteria